# Terrain constructible
Un terrain constructible (ou terrain à bâtir) est un terrain susceptible d'être édifié, c'est-à-dire de supporter des constructions neuves.
Cela implique que le terrain : 
- soit physiquement apte à supporter une construction, notamment en ce qui concerne la capacité du sous-sol à supporter le poids et les charges de la construction envisagée.
- soit viabilisé, c'est-à-dire raccordé (ou raccordable) à une ou des voiries suffisantes pour supporter le trafic automobile induit par la construction envisagée et aux réseaux essentiels (eau potable, électricité, téléphone, éventuellement assainissement et gaz).
- soit juridiquement autorisé à être bâti par la construction envisagée, notamment par le document d'urbanisme applicable à ce terrain, compte tenu également des servitudes d'utilité publique ainsi que des servitudes au profit d'autres terrains qui peuvent réduire ou supprimer la constructibilité d'un terrain.

## En France
Chaque terrain est défini dans une zone particulière ( "U" pour Urbaine et "N" pour naturelle ; 
L'ancien Plan d'occupation des sols (POS), le nouveau Plan local d'urbanisme (PLU) ainsi que la Carte communale déterminent la constructibilité des terrains.
La spéculation foncière est plus ou moins importante selon la notoriété environnementale, paysagère et culturelle d'un site, et/ou sa proximité avec divers services (offre de transports et alimentation notamment). Hors des villes et des zones périurbaines, les zones de sport d'hiver et le littoral sont concernées par une régulière augmentation des prix du foncier.
Selon la jurisprudence, « Le classement d’un terrain dans une partie urbanisée ne fait pas obstacle à ce qu’il le soit à l’avenir, dans une zone inconstructible ». Ce cas de figure est fréquent, notamment à la suite d'une modification du PLU, un terrain peut devenir non constructible.

### Réglementation
Selon la nature de la zone, des contraintes doivent être observées concernant :
- la surface minimale du terrain ;
- les accès pour pompier ou autre servitude d'utilité publique ou dans certains pays servitudes environnementales ;
- les raccordements aux réseaux publics obligatoires (ou non) ;
- le type de bâtiments susceptibles d'être autorisés (maison, hôtel, entrepôt, etc.) et certaines de ses caractéristiques (type de matériaux, taille des fenêtres, hauteurs maximales, etc.) ;
- Implantation des constructions les unes par rapport aux autres sur une même propriété ;
- la présence ou proximité de périmètre de captage d'eau potable, présence de cavités souterraines ou zone d'affaissement minier, de conduites souterraines,de radars, etc. ;
- le risque sismique, etc.
- l'interdiction éventuelle de construire en ligne de crête (pour des raisons paysagères), etc.

De plus, à une zone donnée peut être associée un Coefficient d'occupation des sols (COS), permettant de déterminer la taille maximale ou minimale de la surface bâtie réalisable (pour lutter contre le mitage des paysages et la périurbanisation). 
Certaines règles s'appliquent à l'ensemble du territoire :
- Un terrain non bâti en zone N ou ND est normalement inconstructible ;
- Un terrain non bâti en zone  A ou NC (zone à vocation agricole) ne peut être construit que dans le cadre d'une exploitation agricole. Il ne s'agit donc pas de bâtiments d'habitation (à l'exception éventuellement du logement de l'exploitant agricole).

## Conséquences fiscales
Le classement en « terrain à bâtir » a des conséquences en matière de calcul de la taxe foncière ou de droit de l'expropriation.